# Syngnathus affinis
Syngnathus affinis és una espècie de peix de la família dels singnàtids i de l'ordre dels singnatiformes present a la costa atlàntica dels Estats Units.
És un peix marí de clima tropical.
És ovovivípar i el mascle transporta els ous en una bossa ventral que és a sota de la cua.
Podria haver esdevingut extint a causa de la pèrdua del seu hàbitat natural.